# Краснополянское сельское поселение (Краснодарский край)
Краснополянское сельское поселение — муниципальное образование в составе Кущёвского района Краснодарского края России.
В рамках административно-территориального устройства Краснодарского края ему соответствует Большекозинский сельский округ.
Административный центр — хутор Красная Поляна.

## Население
| 2010 | 2012 | 2013 | 2014 | 2015 | 2016 | 2017 |
| ---- | ---- | ---- | ---- | ---- | ---- | ---- |
| 1004 | ↘995 | ↘971 | ↘970 | ↘964 | ↘953 | ↘927 |
| 2018 | 2019 | 2020 | 2021 | 2023 |      |      |
| ↘916 | ↗925 | ↘900 | ↘788 | ↘786 |      |      |

## Населённые пункты
В состав сельского поселения (сельского округа) входят 3 населённых пункта:
| № | Населённый пункт  | Тип населённого пункта | Население (чел.) |
| - | ----------------- | ---------------------- | ---------------- |
| 1 | Красная Поляна    | хутор                  | ↘907             |
| 2 | Благополучненский | хутор                  | ↘14              |
| 3 | Калининский       | хутор                  | ↘83              |